# Muzeum Archidiecezjalne w Katowicach
Muzeum Archidiecezjalne w Katowicach – muzeum sztuki religijnej istniejące w Katowicach, gromadzi artefakty związane z historią kościoła katolickiego i mieszkańców Górnego Śląska.
Placówka została powołana do istnienia w 1975 decyzją ówczesnego biskupa katowickiego Herberta Bednorza, chociaż starania o zgromadzenie i prezentację kolekcji sztuki religijnej podejmowano już w dwudziestoleciu międzywojennym.
Decyzją abpa Adriana Galbasa od 2024 roku działalność muzeum została zawieszona.

## Historia muzeum

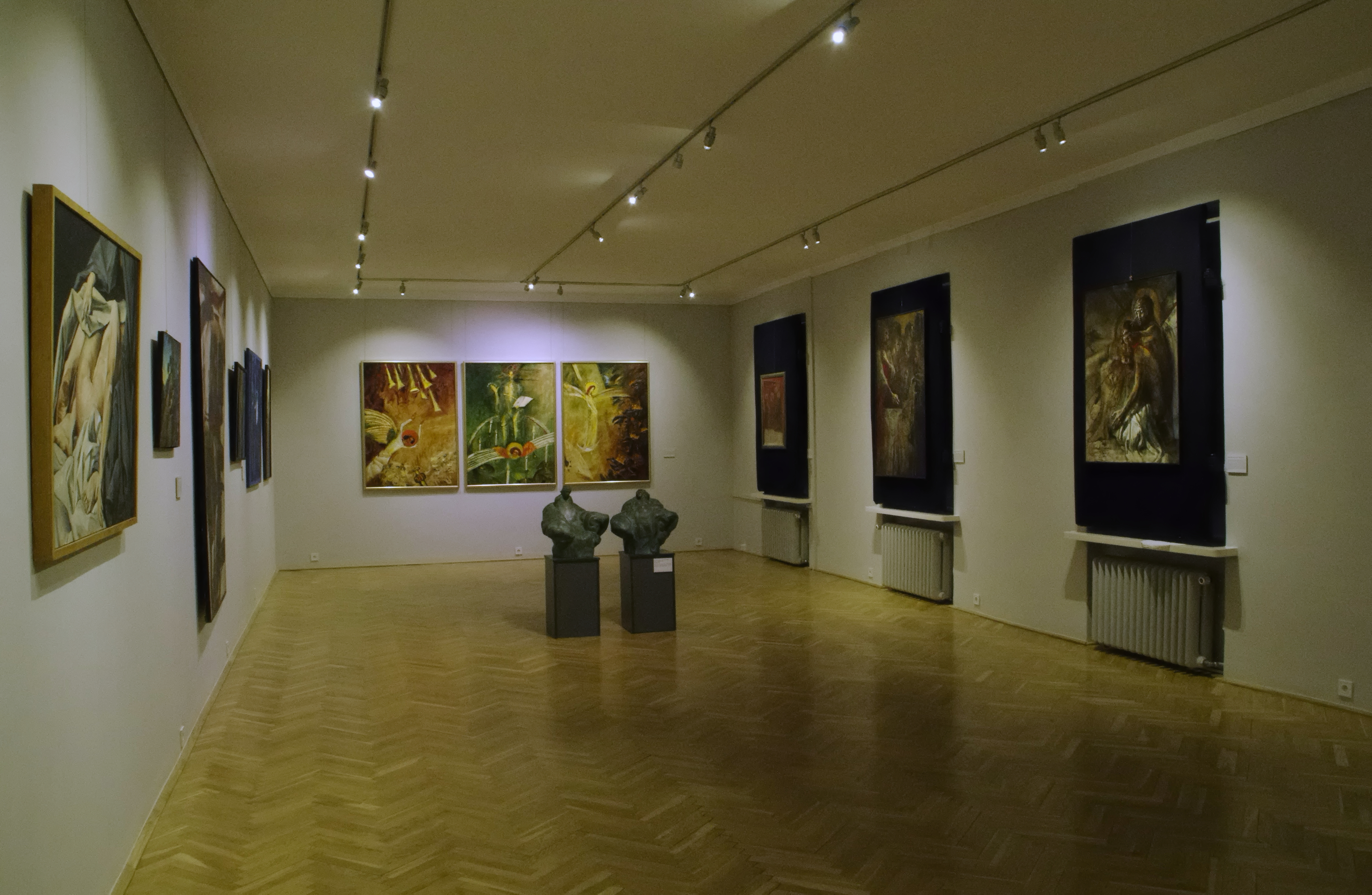
Wystawa czasowa (2019)

Zbiory sztuki sakralnej zostały przed II wojną światową przekazane w depozyt Muzeum Śląskiemu, kierowanemu przez prof. Tadeusza Dobrowolskiego. Chociaż dzieła prezentowane były już od roku 1931 w gmachu Sejmu Śląskiego, oficjalną umowę podpisano w 1938.
W czasie okupacji niemieckiej część zbiorów Muzeum Śląskiego zaginęła. W tym kolekcje sztuki sakralnej. Inne trafiły do muzeum w Bytomiu. Chociaż katowicka kuria biskupia podejmowała liczne starania o odzyskanie dzieł sztuki, które wcześniej przekazane były do Muzeum Śląskiego, władze komunistyczne nie udzielały na to zgody. W 1974 planowano zaprezentować kolekcje sztuki sakralnej na wystawie w Muzeum Górnośląskim, lecz dycydenci wojewódzcy podjęli decyzję o zabronieniu organizacji ekspozycji. Była własność Kościoła katowickiego wróciła do gmachu kurii dopiero w roku 1980. 20 listopada 1983 poświęcono aktualną siedzibę muzeum.

## Zbiory
Muzeum archidiecezjalne inwentaryzuje, gromadzi, przechowuje, konserwuje i udostępnia do badań obiekty zabytkowe sztuki religijnej, pamiątki życia religijnego, obiekty treści świeckiej pochodzące z parafii i z darów, przedmioty posiadające związek z regionem i historią diecezji. Placówka weszła w posiadanie kilku kolekcji, m.in. ze zbiorów ks. Emila Szramka, Marii Korfanty Ullmann, a także pamiątek związanych z ruchem Solidarności. Zgromadzono tu bogatą kolekcję wydawnictw oficyn śląskich i polskich książek wydawanych w Niemczech. Kolekcja ponad pięciuset medali dokumentuje wiele wydarzeń i osobistości z życia Kościoła i narodu.

### Malarstwo, grafika, rysunek
- malarstwo śląsko-małopolskie XV wieku
- malarstwo renesansowe
- malarstwo barokowe
- malarstwo zachodnioeuropejskie (Rafael Santi, Hendrick III van Clevel, Innocenzo Francucci, Alessandro Varotari, Jan Brueghel st., Jusepe de Ribera, Nicolas Poussin, Adriaen van Ostade, Francisco de Zurbarán, Aurel Naray)
- obrazy polskich malarzy współczesnych (m.in. Seweryn Bieszczad, Julian Fałat, Stanisław Wyspiański, Adam Bunsch, Teodor Axentowicz, Zygfryd Dudzik, Maciej Bieniasz, Genowefa Targosz, Werner Lubos, Witold Pałka, Roman Nyga, Krystyna Filipowska, Tadeusz Czober)
- grafika (Roman Kalarus)

### Rzeźba i rzemiosło artystyczne
- gotyckie i późniejsze naczynia liturgiczne
- zabytkowe szaty liturgiczne
- drewniane rzeźby średniowieczne przedstawiające Matkę Boską, Chrystusa i świętych
- rzeźby z przełomu XV i XVI wieku
- XVIII-wieczne  figury św. Jana Nepomucena i ewangelistów Jana i Marka
- rzeźba nowożytna (m.in. Wacław Szymanowski, Zygmunt Langman, Xawery Dunikowski, Karol Hukan)
- medale (autorstwa m.in. Zygmunta Brachmańskiego, Stanisława Szukalskiego, Jana Wysockiego)

Kolekcja o charakterze etnograficznym to zbiór przedmiotów służących ludowej pobożności. W zbiorach muzealnych znajdują się pamiątki wydarzeń diecezjalnych, pamiątki związane z działalnością biskupów i śląskich kapłanów, parafialne i stowarzyszeniowe sztandary, dokumenty wiary, kultury i języka ludu śląskiego. Obrazy autorów współczesnych w zbiorach muzealnych pochodzą z wielu organizowanych w placówce wystaw. W obszarze województwa śląskiego jest to jedyne muzeum sztuki religijnej.
Przy muzeum funkcjonuje galeria sztuki współczesnej Fra Angelico.

## Wybrane dzieła ze zbiorów muzeum

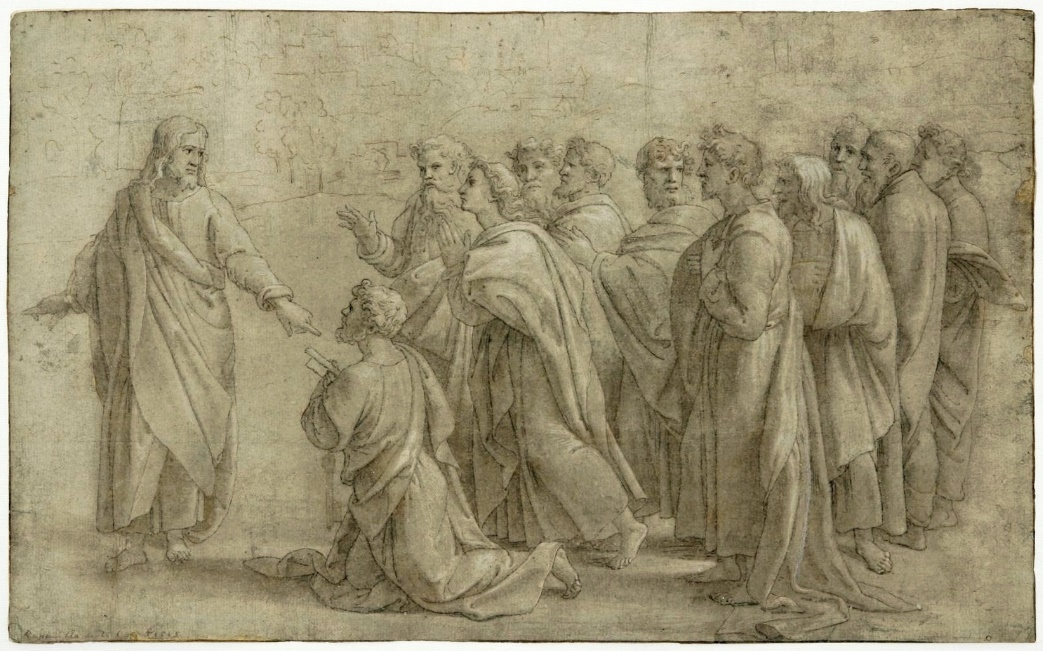
Rafael Santi, Przekazanie kluczy św. Piotrowi (projekt do arrasu), 1515
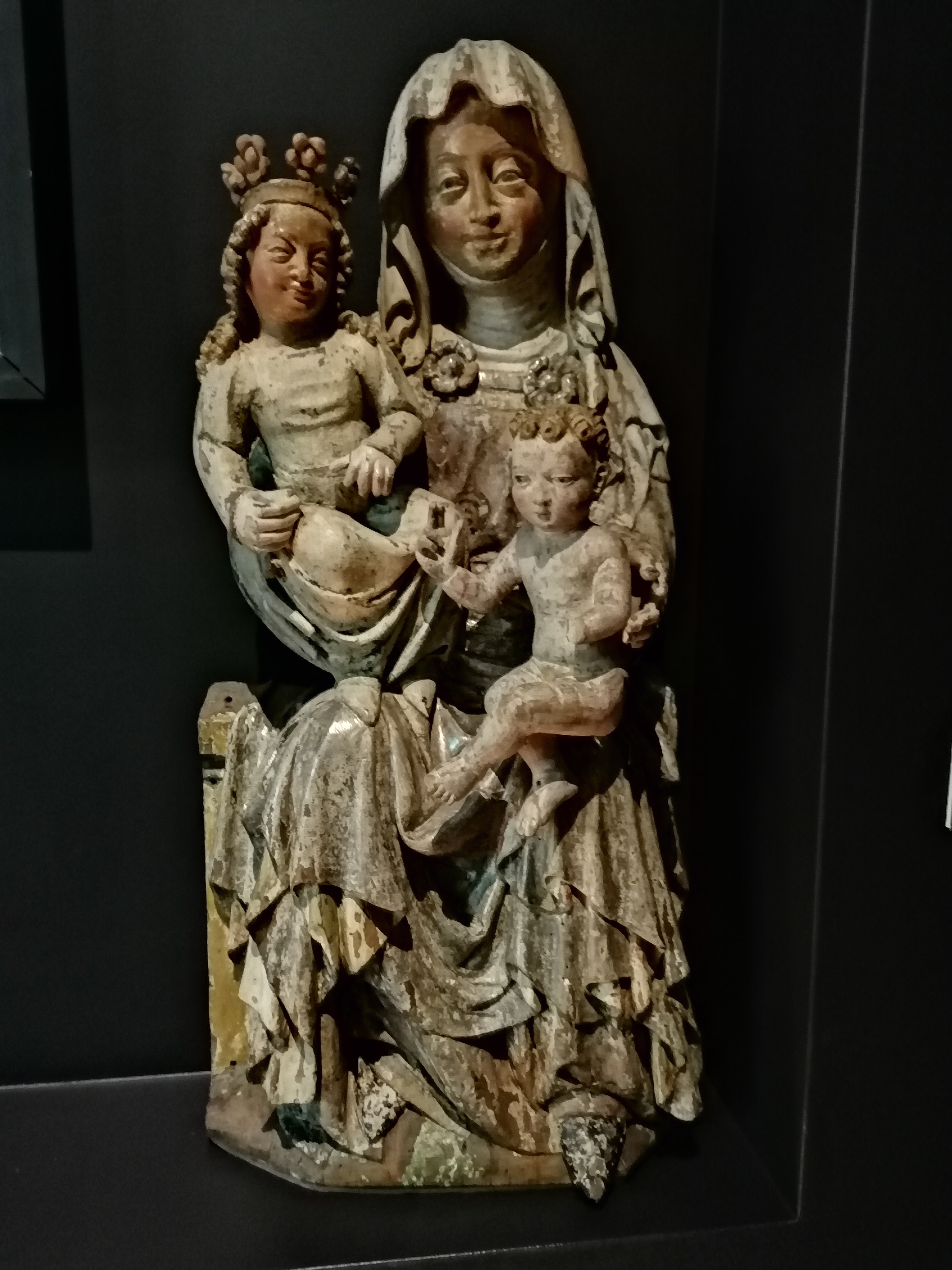
Święta Anna Samotrzecia z Knurowa, ok. 1400
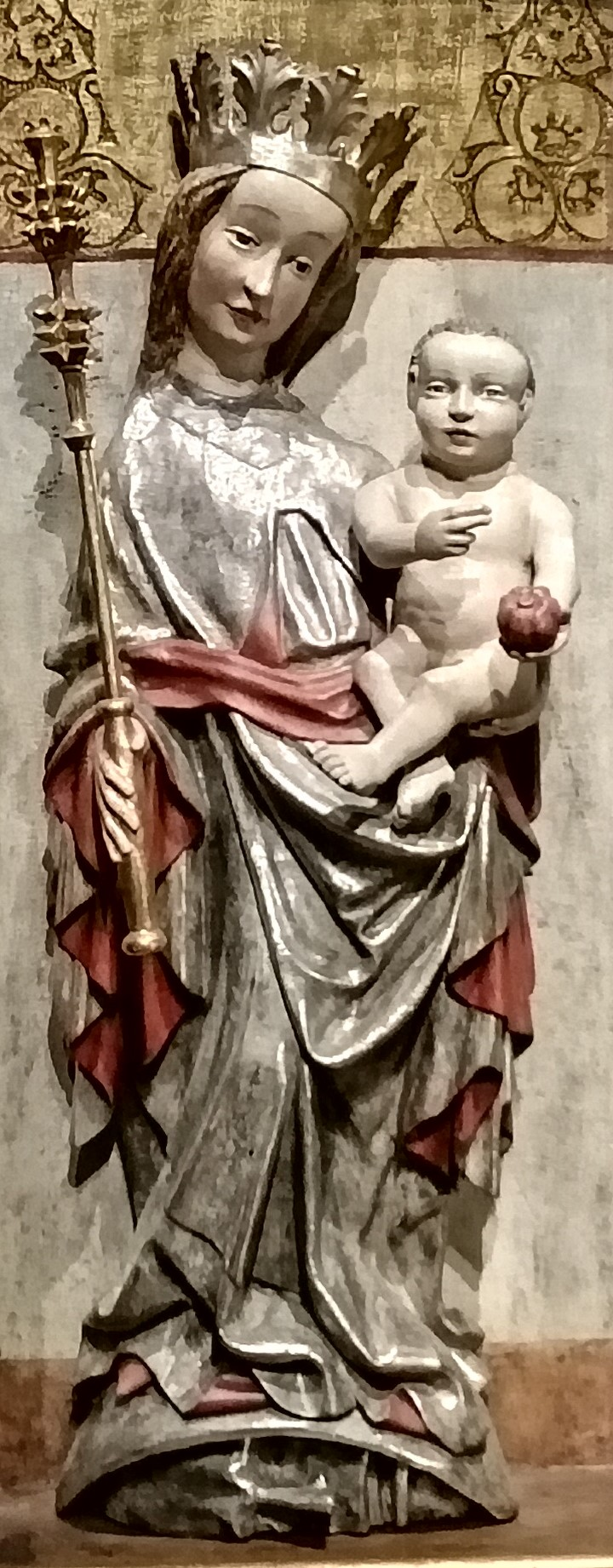
Piękna Madonna z Knurowa, ok. 1420
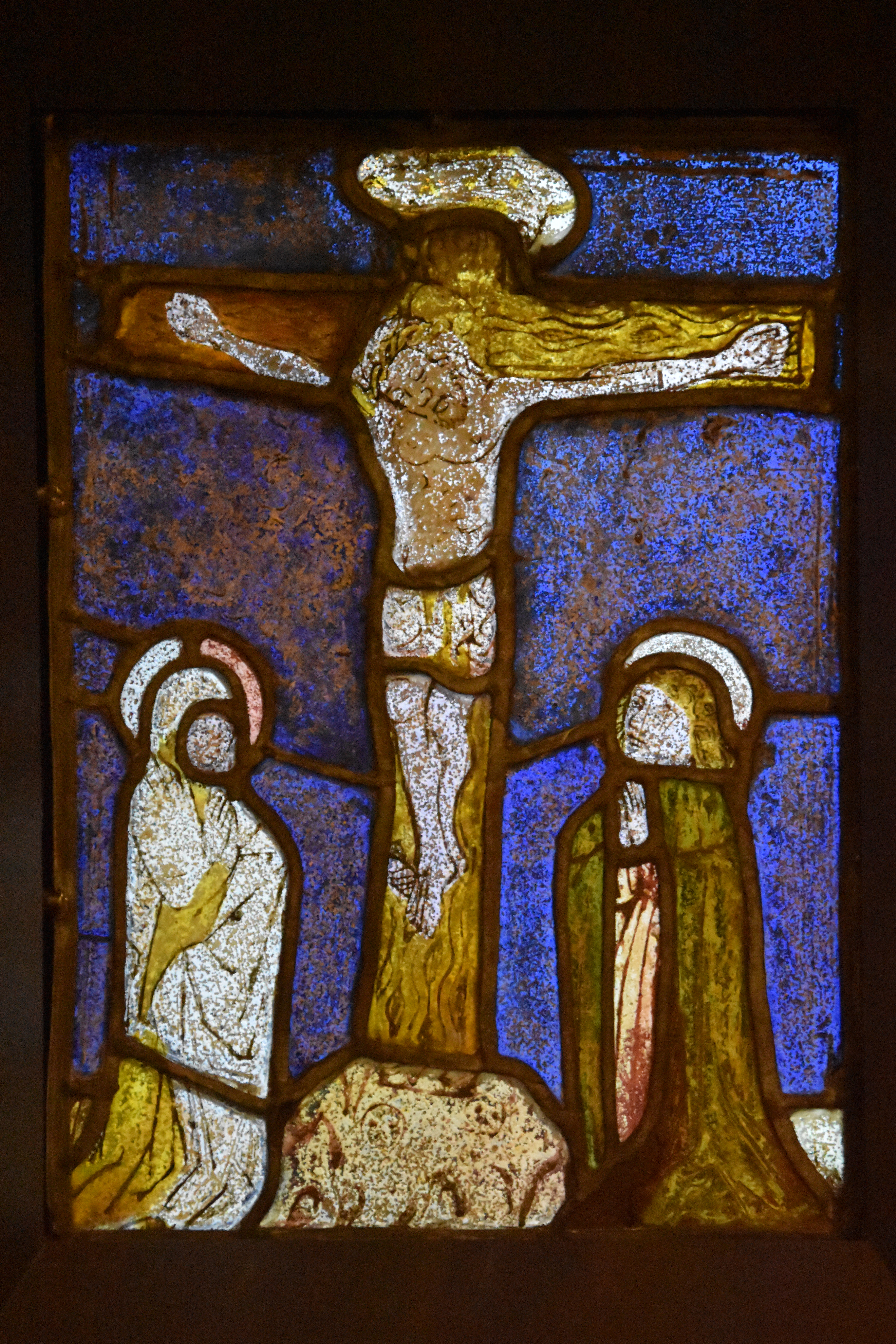
Ukrzyżowanie z Miedźnej, ok. 1440–1450
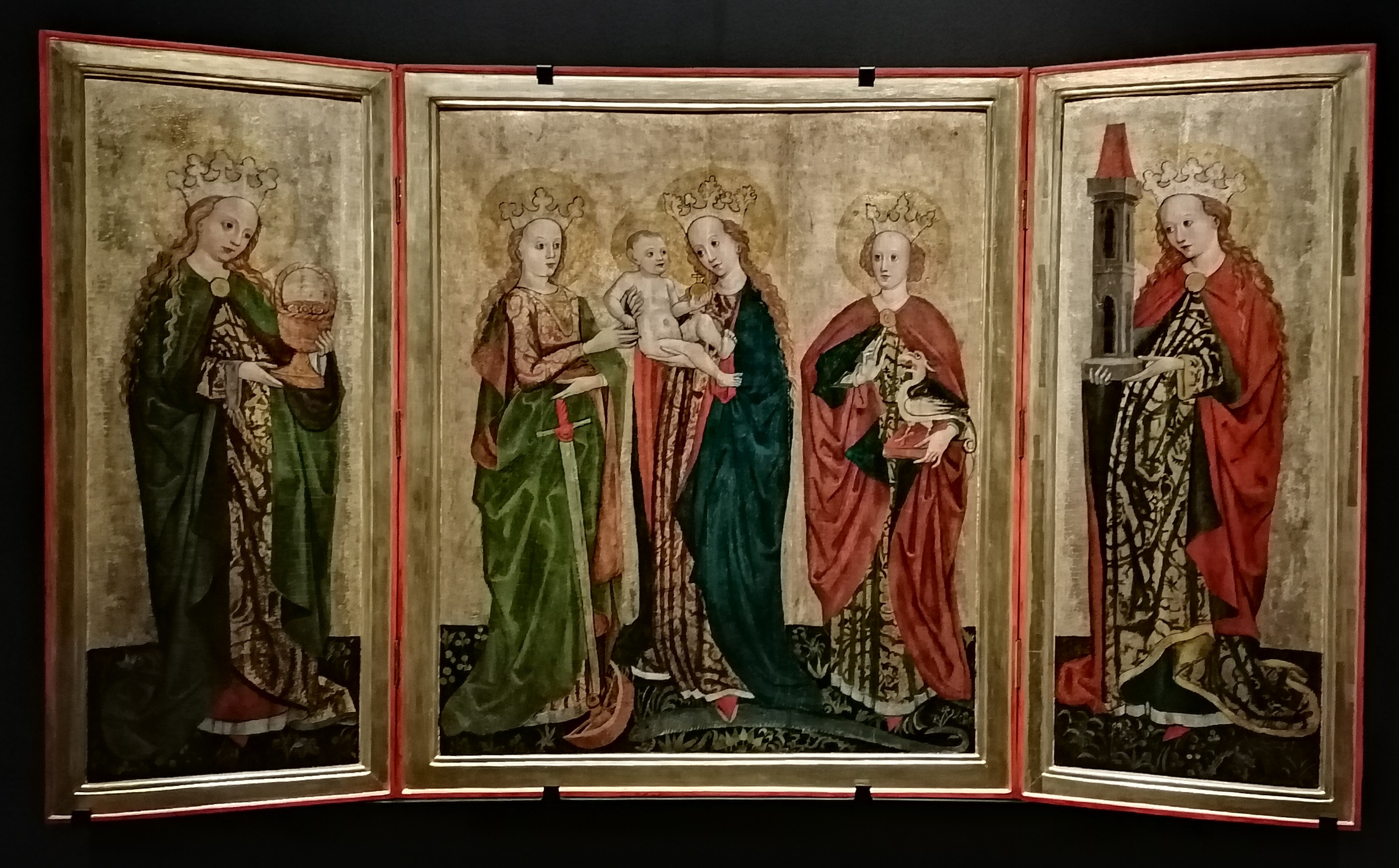
Tryptyk z Jasienicy, ok. 1500
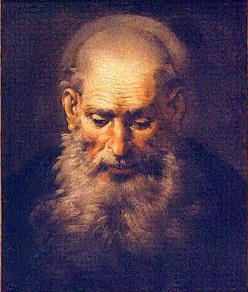
Jusepe de Ribera, Studium głowy starego człowieka
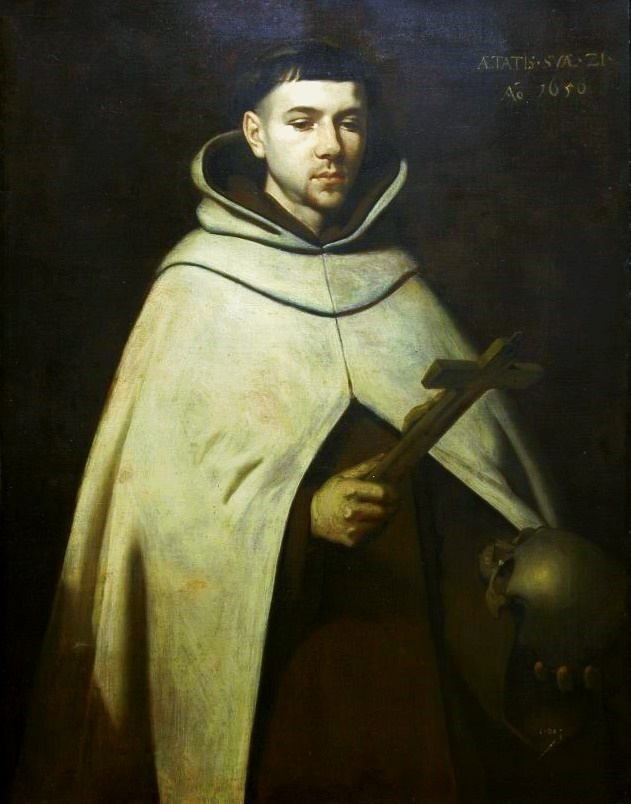
Francisco de Zurbarán, Jan od Krzyża
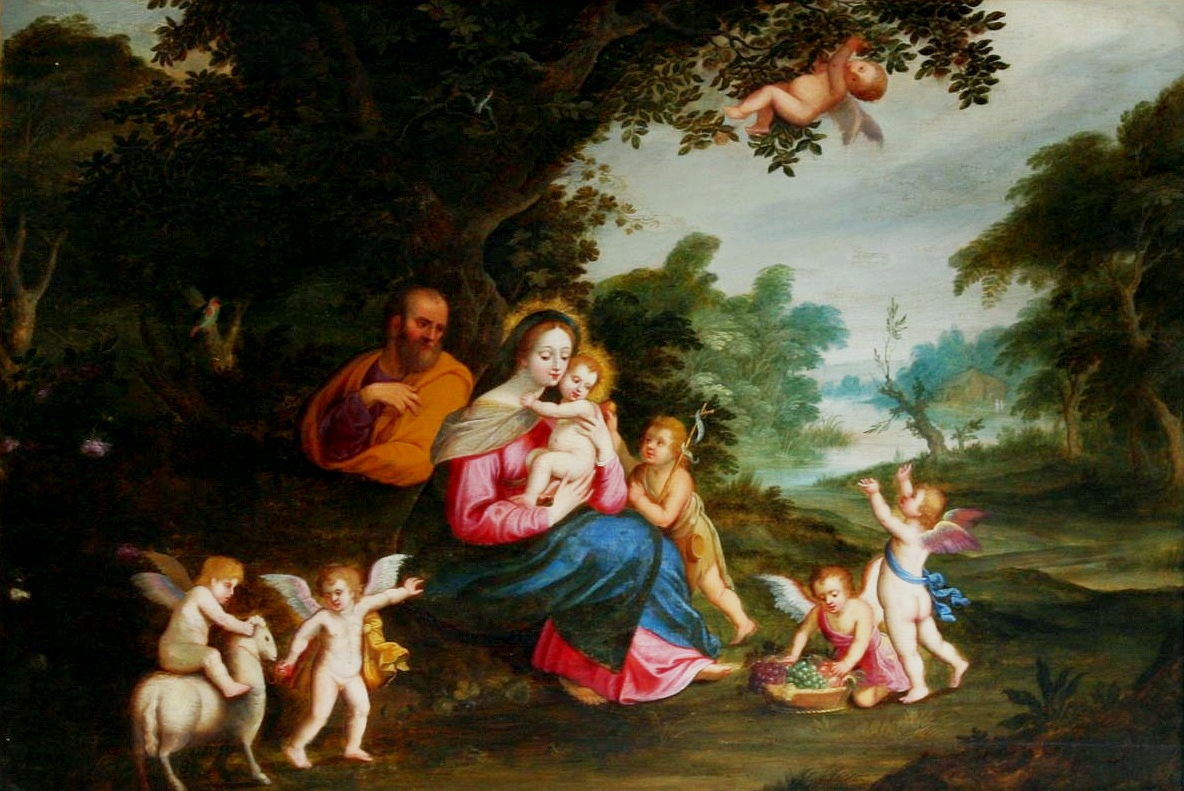
Jan Brueghel st., Odpoczynek w czasie ucieczki do Egiptu, 1578 do 1625
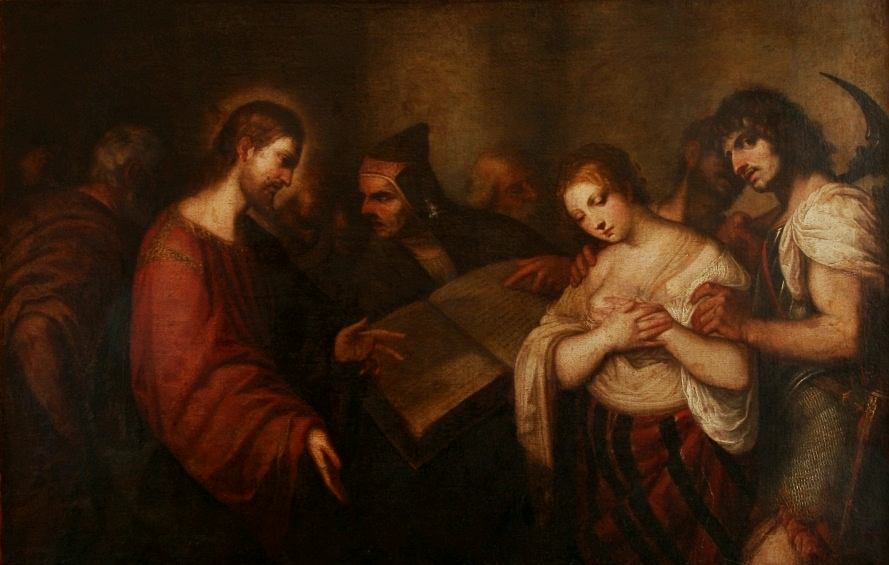
Alessandro Varotari, Chrystus i cudzołożnica, XVII w.